# Cimitirul Picpus
Cimitirul Picpus este unul din cele două cimitire private ale orașului Paris, împreună Cimitirul evreilor portughezi din Paris. Cimitirul a luat ființă în iunie 1794, în contextul descreștinării, în fundul grădinii unei foste mănăstiri de călugărițe. Pe terenul respectiv au fost săpate două gropi comune, în care au fost aruncate cadavrele a peste 1.300 de condamnați executați în cursul Marii Terori.
Este unul din cele patru cimitire din Paris legate de memoria Revoluției Franceze. La intrare se află capela Notre-Dame-de-la-Paix de Picpus. 
Cimitirul a fost înscris cu titlul de monument istoric în 1998.
Situat la numărul 35, de pe strada Picpus, în arondismentul al 12-lea, cimitirul nu se poate vizita decât de la ora 14 la ora 17, de luni până sâmbătă (închis duminica și în zilele nelucrătoare).

## Istorie
Cimitirul este situat pe fostul domeniu al mănăstirii canonicelor Sfântului Augustin (numite și ale Maicii Domnului a Victoriei de la Lepanto), instalată în 1640 de Ludovic al XIII-lea. Din epoca respectivă a rămas un pavilion, precum și câteva vestigii ale capelei. În mai 1792 mănăstirea a fost închisă și a devenit bun național. A fost închiriată cetățeanului Riédain care a subînchiriat o parte cetățeanului Eugène Coignard.

### Gropile Marii Terori

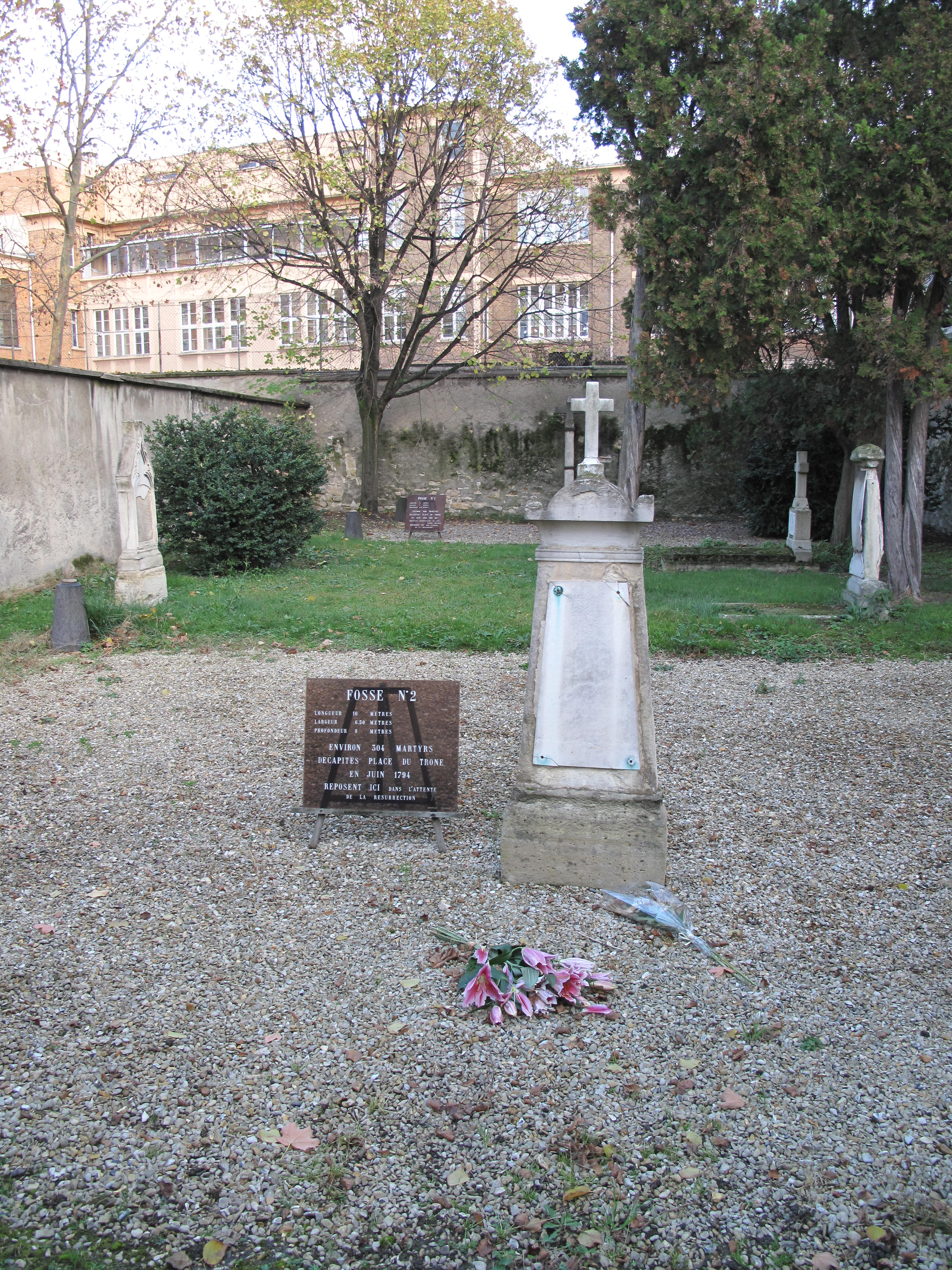
Gropile comune astăzi. Spațiile cu pietriș marchează amplasamentul gropilor.

Ghilotina a fost instalată în «Piața Tronului Răsturnat» (devenită Place de l'Île-de-la-Réunion) de la 14 iunie până la 27 iulie 1794. Circa 1.300 de persoane, pariziene și din provincie, au fost executate acolo. Cu scopul de a aduna corpurile  persoanelor executate, începând din 13 iunie 1794, autoritățile au dispus săparea unor gropi pe fostul teren al canonicelor, și străpungerea unei breșe în zidul incintei (la nivelul acualelor numere 40 și 42 de pe avenue de Saint-Mandé.) Această breșă trebuia să servească trecerii căruțelor care transportau cadavrele.
Partea de Nord-Est a grădinii fostei mănăstiri (devenită între timp «casa de sănătate Coignard») a fost aleasă pentru a servi de gropi comune.

O primă groapă a fost săpată, iar corpurile decapitate au fost aruncate acolo. O a doua groapă a fost săpată când prima a fost plină (o a treia groapă a fost săpată și a fost descoperită în 1929, dar aceasta nu conținea cadavre). 
Capela fostei mănăstiri era folosită de gropari ca birou pentru inventarierea hainelor morților pe care i-au dezbrăcat. Tradiția precizează că pământul locului fiind argilos, sângele victimelor se putrezea, provocând mirosuri grețoase, mai ales că gropile erau acoperite doar cu scânduri până la acoperirea lor cu pământ.
Numele celor 1.306 persoane care au fost îngropate acolo sunt gravate pe două plăci de marmură fixate în apropierea corului capelei. Grădina și gropile sunt înconjurate de un zid. Între persoanele înmormântate se numără Martirele din Compiègne⁠(fr)[traduceți], a căror dramă face subiectul operei Dialogues des carmélites de Francis Poulenc.

### Reabilitare

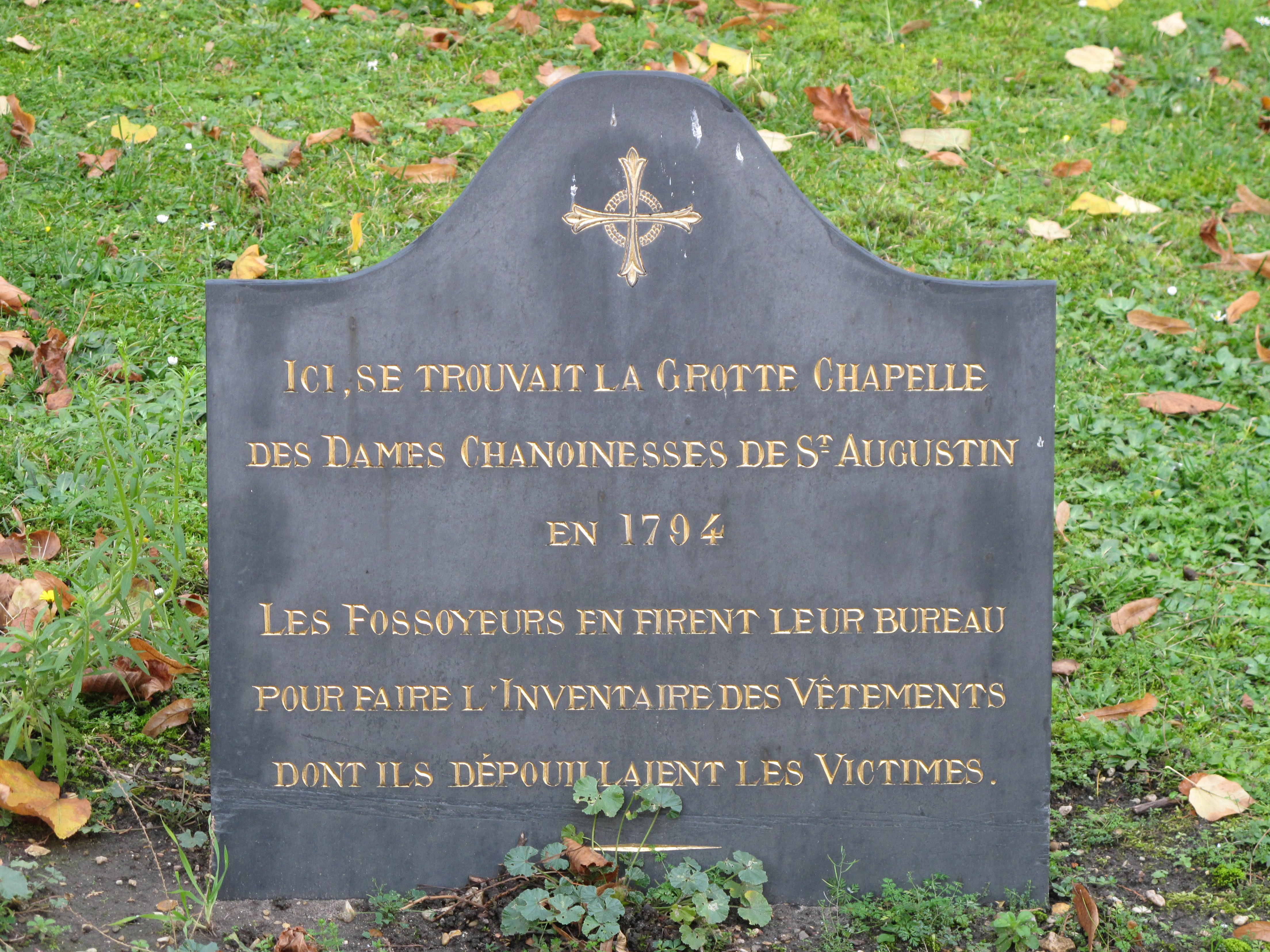
Placă la locul ușii Capelei Picpus.

Domeniul a fost vândut la 19 fructidor din anul III (5 septembrie 1795).
La 24 brumaire (14 noiembrie 1796) micul teren dreptunghiular care includea cele două gropi comune a fost cumpărat în secret de prințesa Amélie de Hohenzollern-Sigmaringen (soția lui Antoine Aloys, prinț suveran de Hohenzollern-Sigmaringen), întrucât corpul fratelui său, prințul Frédéric III de Salm-Kyrbourg, ghilotinat în 1794, se odihnea acolo.
În 1802 a fost organizată o subscripție de către marchiza de Montagu pentru a dobândi fosta mănăstire a canonicelor precum și terenul din jurul gropilor comune. Familiile ale căror membri fuseseră executați au înființat Comitetul „Societății Picpus” pentru achiziționarea terenului, în vederea înființării unui al doilea cimitir în apropierea mormintelor (nu există o dată precisă a înființării Societății, dar pe lista subscripțiilor s-a înregistrat primul vărsământ în iulie 1802, iar lista a fost închisă în 1819).
În august 1926 terenul incintei a devenit proprietatea „Société de l'Oratoire et du cimetière de Picpus” (azi „Fondation de l'Oratoire et du cimetière de Picpus”).

### Loc de amintire și de rugăciune
Pe prospectul oferit vizitatorilor acestui loc de memorie, se precizează: « Cum au vrut fondatorii, aici ne rugăm (…) nu numai pentru victime, ci și pentru călăii lor, victime și ei ai uneia din primele manifestări ale totalitarismului opus oricărei demnități umane, Picpus este și un loc de meditație și de iertare pentru excesul oamenilor rătăciți de către ideologiile materialiste, și, cu participarea Congregației Surorilor, o legătură a iubirii de oameni și de încredere în viitor ».

## Localizare și vizite
Intrarea cimitirului este situată la numărul 35, de pe strada Picpus, în arondismentul al 12-lea. Capela, în care se află lista victimelor, este ținută de surorile des Sacrés-Cœurs. Este făcută din lemn de culoare închisă și acoperită cu o coroană aurie. Poartă numele statuii Notre-Dame de la Paix, care este expusă în stânga corului. Sculptată prin 1530, oferită de către Henri de Joyeuse Capucinilor mănăstirii de pe strada Saint-Honoré, credincioșii îi atribuie numeroase însănătoșiri miraculoase, între care, se spune, a Regelui Soare, însănătoșit de una din numeroasele boli de care suferea. De aceea o capelă mai vastă a fost construită, pe care Ludovic al XIV-lea ar fi inaugurat-o la data de 7 iulie 1658.
Acest cimitir este unul dintre rarele cimitire din Franța în care intrarea se face cu plată.